# Ukit Kan Lek Tok

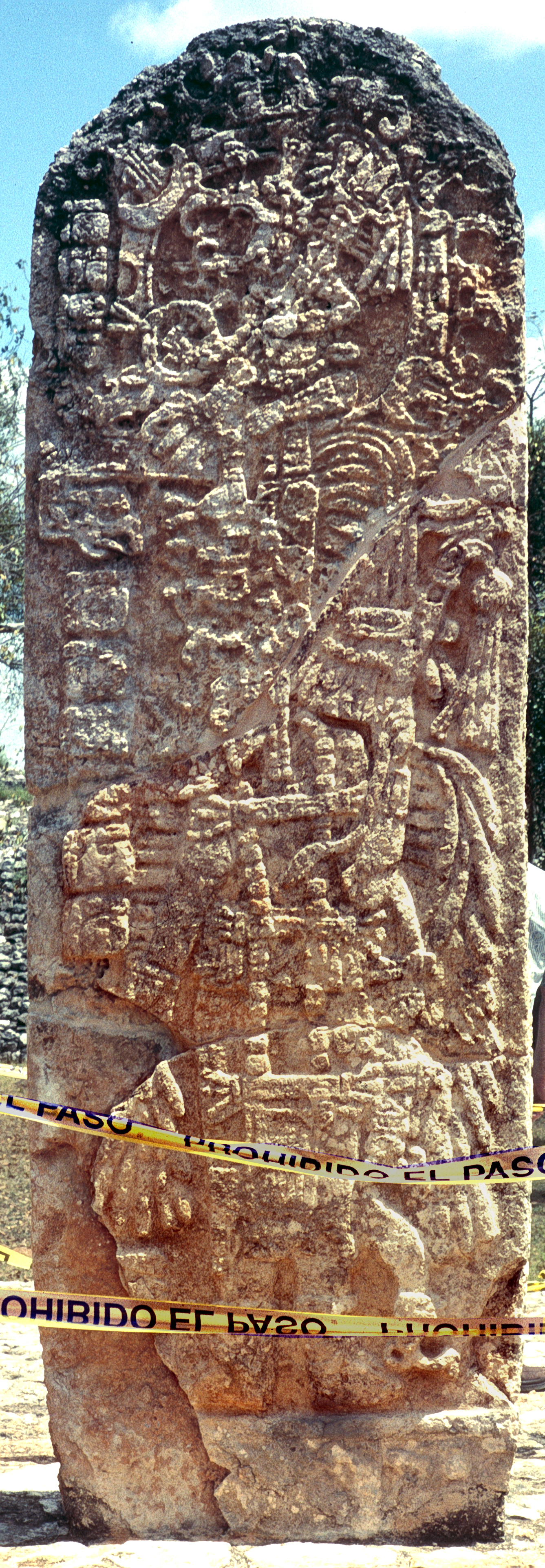
Abb. 1: Ukit Kan Lek Tok (kleine, obere Figur) bei der symbolischen Übergabe der Machtinsignien an K’inich Junpik Tok’ K’uh (größere, untere Figur) im Jahre 840

Ukit Kan Lek Tok oder Ukit Kan Le’k Tok’ (* ca. 740; † 801) war der bedeutendste Herrscher der Maya-Stadt Ek Balam während der Späten Klassik.

## Regierungszeit und Bautätigkeit

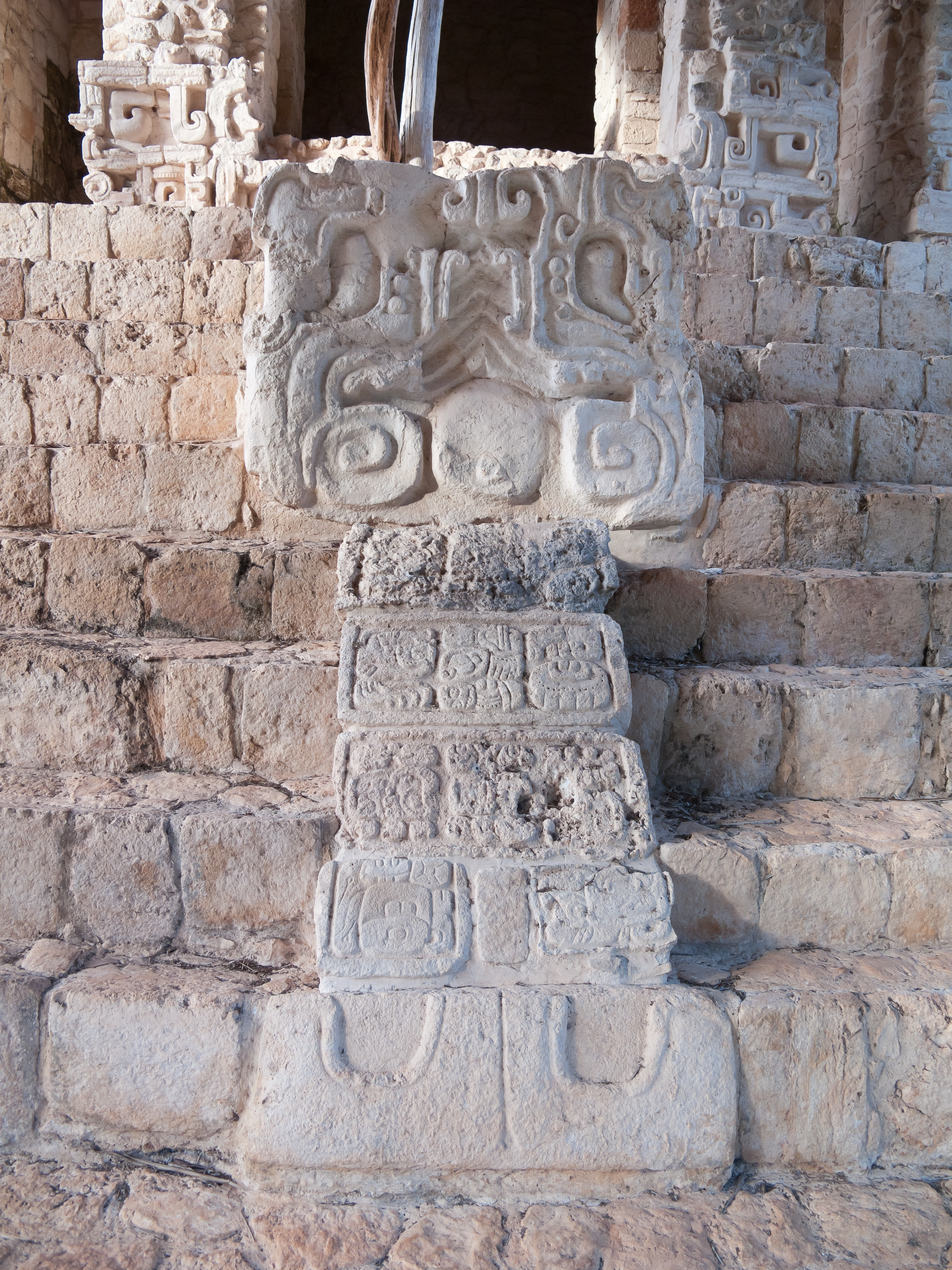
Abb. 2: Inschrift am Fuß der Akropolis in Ek Balam

Ukit Kan Lek Tok wird in zeitgenössischen Inschriften als Fürst von Ek Balam im Zeitraum zwischen den Jahren 770 und 801 genannt. Er war der Sohn von Ukit Ahkan und einer Dame, deren Emblemglyphe die Zahl Fünf (Mayathan: ho) zeigt. Von den bekannten späteren klassischen Herrschern Ek Balams (K’an B'ohb’ Tok’ † 814; Ukit Jol Ahkul † 830; K’inich Junpik Tok’ K’uh † 870) wurde er offensichtlich als Dynastiestifter angesehen und verehrt. Im Alter von etwa 30 Jahren trat er am 26. Mai 770 seine Herrschaft an.

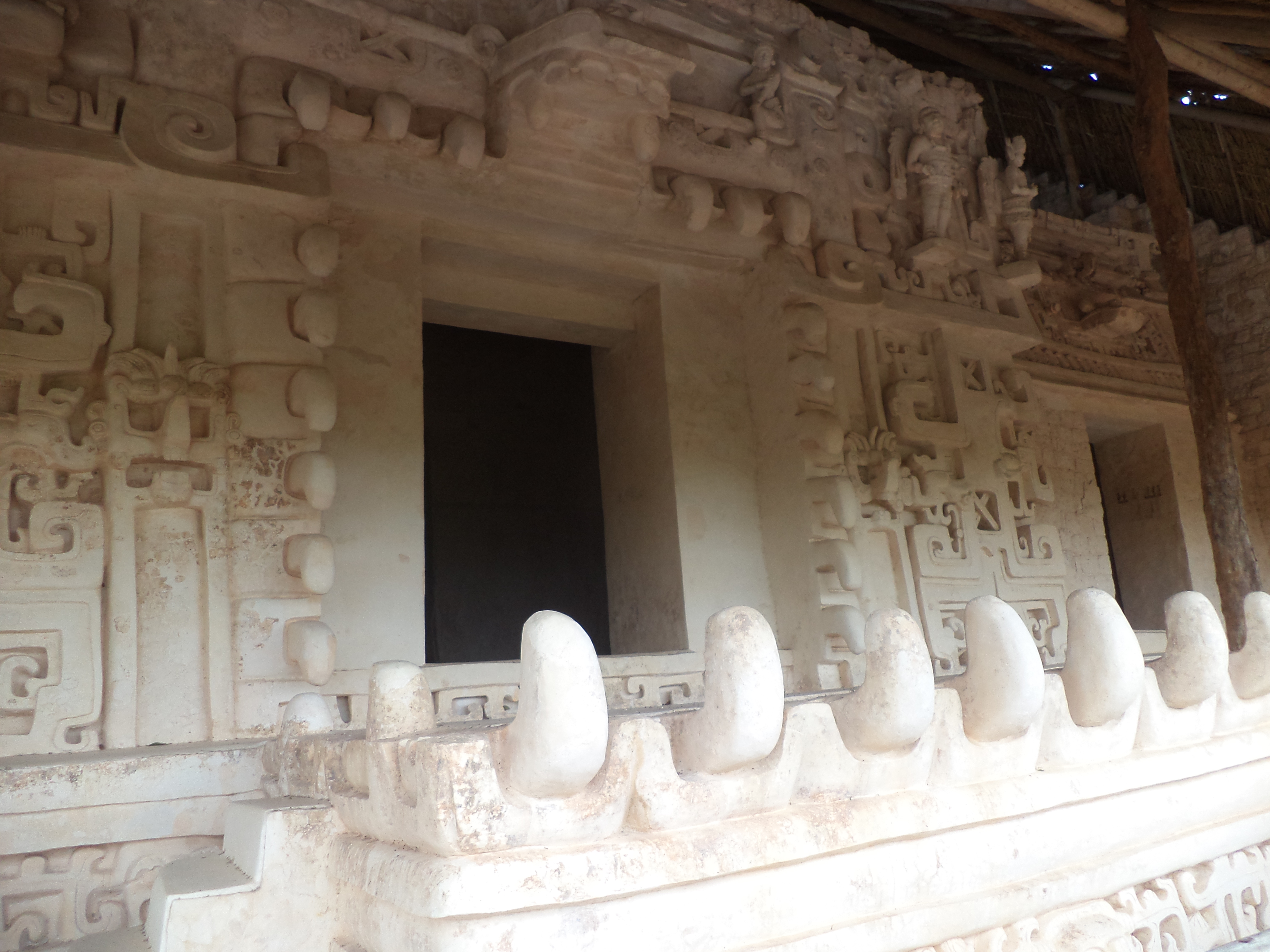
Abb. 3. Eingang zur Grabstätte von Ukit Kan Lek Tok

Ukit Kan Lek Tok ließ in Ek Balam umfassende bauliche Neuerungen an der Akropolis vornehmen, wie eine Inschrift am Fuß der Treppe der Tempelpyramide ausführt (Abb. 2). Auf der vierten Ebene der Maya-Akropolis befindet sich sein im Chenes-Stil ausgeführtes Grabmal (Abb. 3). In seinem Grab fanden Archäologen neben 21 Vasen mehr als 7000 Objekte aus Jade, Keramik,  Muscheln, Knochen und Pyrit. Im Stuck der Fassade des Grabeingangs befinde sich eine Miniatur in Form des Maisgottes mit stark deformiertem Gesichtsschädel. Es wird angenommen, dass dies eine Darstellung von Ukit Kan Lek Tok ist, da am Schädel des Herrschers schwere chronische Infektionen der Kiefer und daraus resultierende Deformationen festgestellt wurden. Den Inschriften zufolge hatte das Ukit Kan Lek Tok begründete Fürstentum den historischen Namen Talol.